# Epicheireem
Een epicheireem is vorm van redeneren, waarbij voor de gebruikte vooronderstellingen een onderbouwing wordt gegeven. Deze vorm wordt in het werk van Aristoteles voor het eerst beschreven. Formeler gezegd, is een epicheireem een uitgebreid deductief retorisch syllogisme.
Het kan beschreven worden als de tegenhanger van het enthymeem. Terwijl in het enthymeem een bepaalde premisse is weggelaten uit het argument (bijvoorbeeld: 'Socrates is een mens, dus Socrates is sterfelijk' zonder het vermelden van de premisse 'alle mensen zijn sterfelijk'), worden in een epicheireem juist alle premissen vermeld alsook vergezeld van een verdere rechtvaardiging of onderbouwing. De premissen in het voorgaande voorbeeld worden dan bijvoorbeeld 'alle mensen zijn sterfelijk omdat ze een lichaam hebben dat slijt' of 'Socrates is een mens, want zijn ouders waren ook mensen'.
Algemener geformuleerd, onderscheidt het epicheireem zich dus van het enthymeem doordat:
- De praemissa maior uitgebreid is met inductieve gegevens en/of
- De praemissa minor uitgebreid is met waarnemingen of andere onderbouwing/rechtvaardiging